# Aubette (Meulan)
Die Aubette (auch: Aubette de Meulan) ist ein Fluss in Frankreich, der in der Region Île-de-France verläuft. Sie entspringt unter dem Namen Ru de la Défonce im Staatsforst von Morval, im Gemeindegebiet von Guiry-en-Vexin, entwässert zunächst in südöstlicher Richtung durch den Regionalen Naturpark Vexin français, schwenkt dann auf Südwest und mündet nach rund 20 Kilometern an der Gemeindegrenze von Meulan-en-Yvelines und Hardricourt als rechter Nebenfluss in den Seitenarm Bras de Mézy der Seine. Auf ihrem Weg durchquert die Aubette die Départements Val-d’Oise und Yvelines.

## Orte am Fluss
(Reihenfolge in Fließrichtung)
- Guiry-en-Vexin
- Théméricourt
- Vigny
- Sagy
- Tessancourt-sur-Aubette
- Meulan-en-Yvelines